# Mesosa atrostigma
Mesosa atrostigma là một loài bọ cánh cứng trong họ Cerambycidae.